# Шовкопляс Неля Володимирівна
Неля Шовкопляс (нар. 26 січня 1987, Барвінкове, Україна) — українська телеведуча та волонтерка. Ведуча каналу «1+1 Україна», ранкового проєкту «Сніданок з 1+1». Менторка благодійного проєкту 1+1 media «Здійсни мрію». Зіркова випускниця освітнього проєкту 1+1 media school. Підтримує дітей в лікарнях з благодійними проєктами.

## Життєпис
Неля Шовкопляс народилася 26 січня 1987 року в місті Барвінкове Барвінківського району Харківської області України.
Закінчила Харківський національний економічний університет (спеціальність — «маркетолог-економіст»). З 2 курсу  університету працювала протягом 6 років торговельною представницею в одній із косметичних компаній. Також кілька місяців працювала офіціанткою.
Після навчання у 1+1 Media School  та стажування у проєктах «Модель XL» і «Танці з зірками» з вересня 2017 стала ведучою ранкового шоу «Сніданок з 1+1». Її часто називають телевізійною Попелюшкою.
24 лютого 2022 року вийшла в ефір «Сніданку з 1+1». Потім відвезла синів у безпечне місце. Там пройшла екстрений курс парамедиків і волонтерила. У квітні повернулася в ефір «Сніданку з 1+1».
Постійна ведуча премії Global Teacher Prize Ukraine, волонтерської премії «Варті».

### Громадська діяльність
Менторка благодійного проєкту 1+1 media «Здійсни мрію». Разом з проєктом допомагає здійснювати мрії хворих дітей, які втратили одного або обох батьків внаслідок російської війни проти України.
Навесні 2022 разом з благодійним фондом «Ти не один» 1+1 media отримала і передала українським родинам 12,5 тонн гуманітарної допомоги від іспанців.
У день Святого Миколая 2022 з Єгором Гордєєвим вирушила до Львова, щоб допомогти зібрати кошти на реабілітаційне обладнання для дітей ВП «Лікарня Святого Миколая», влаштувала марафон добра у прямому ефірі «Сніданку з 1+1».
Амбасадорка інформаційної кампанії від МОМ з протидії насильству.

### Особисте життя
Одружена. Виховує двійнят Тимофія та Матвія.
Захоплюється співом. До роботи на ТБ працювала у караоке-закладі.